# Schweinschied
Schweinschied est une municipalité allemande située dans le land de Rhénanie-Palatinat et l'arrondissement de Bad Kreuznach.

## Notes et références

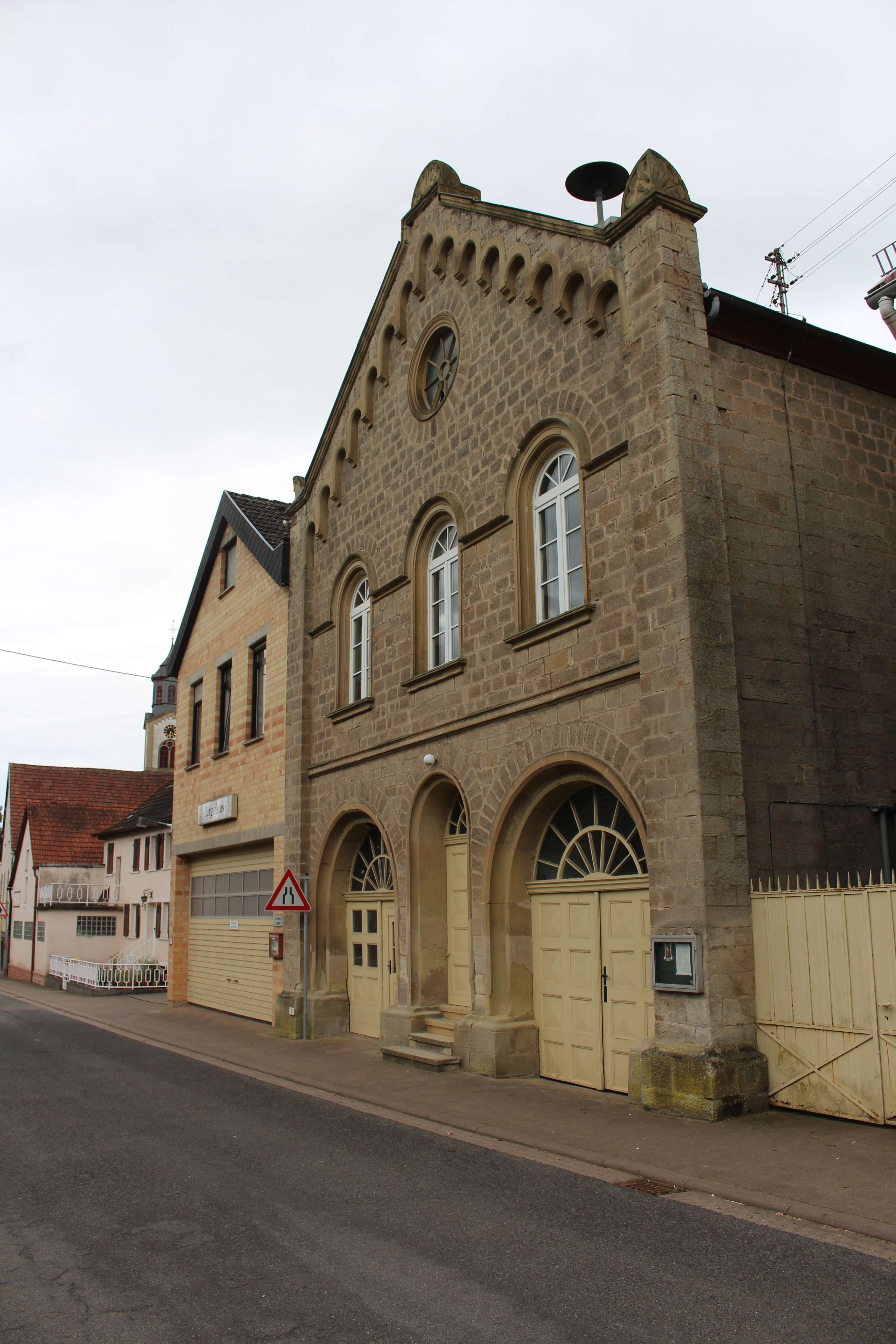
Mairie (Rathaus)
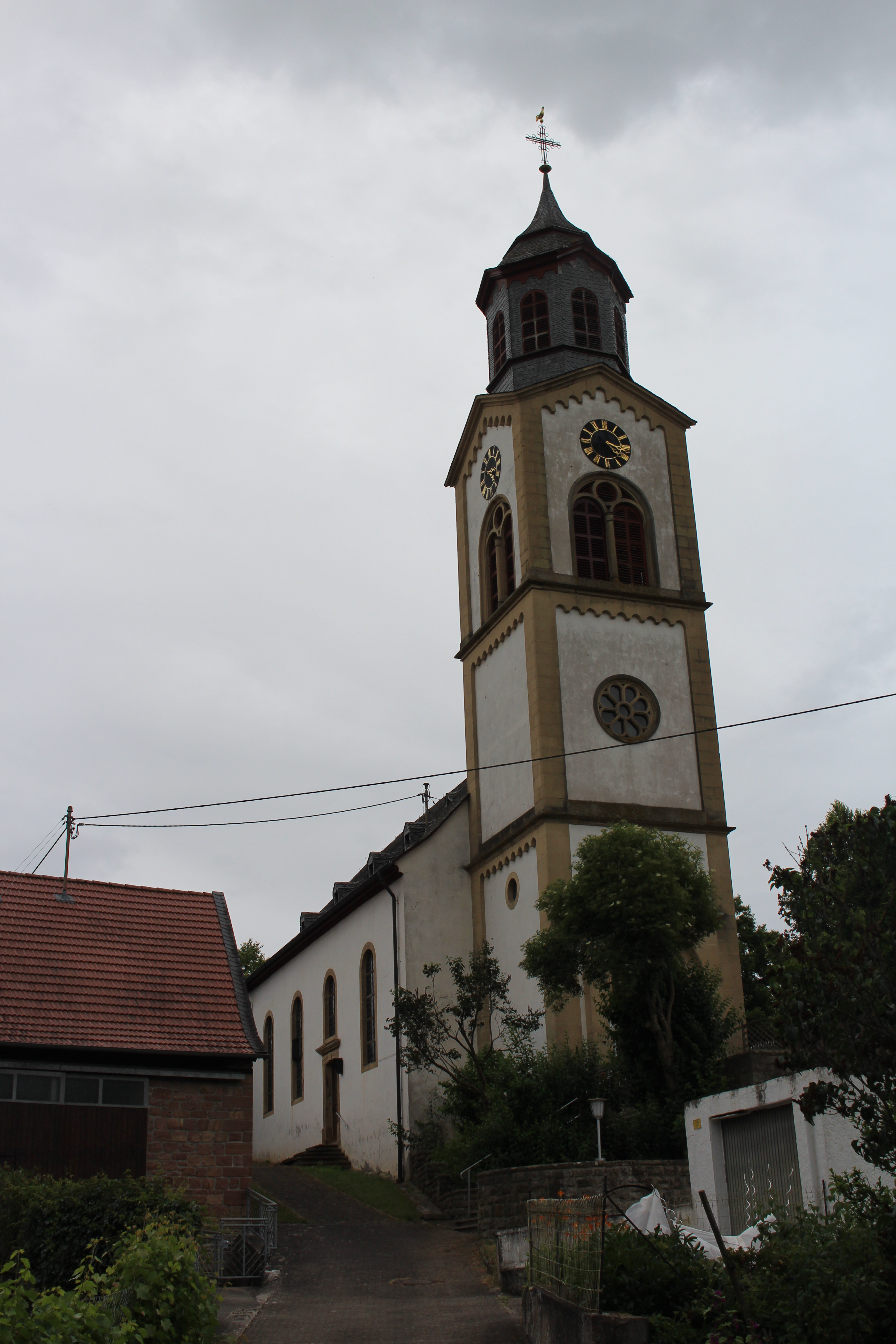
Église évangélique baroque